# Стеван Дучић
Стеван Дучић (Дучићи, Подгорица, 4. јануар 1874 — Подгорица 30. март 1918) био је српски етнограф.
Од 1904. по упутствима Јована Ердељановића, испитивао је народни живот Куча. Резултати његових истраживања објављени су после његове смрти.
Познат је и као одличан каменорезац.